# Armando Trovajoli

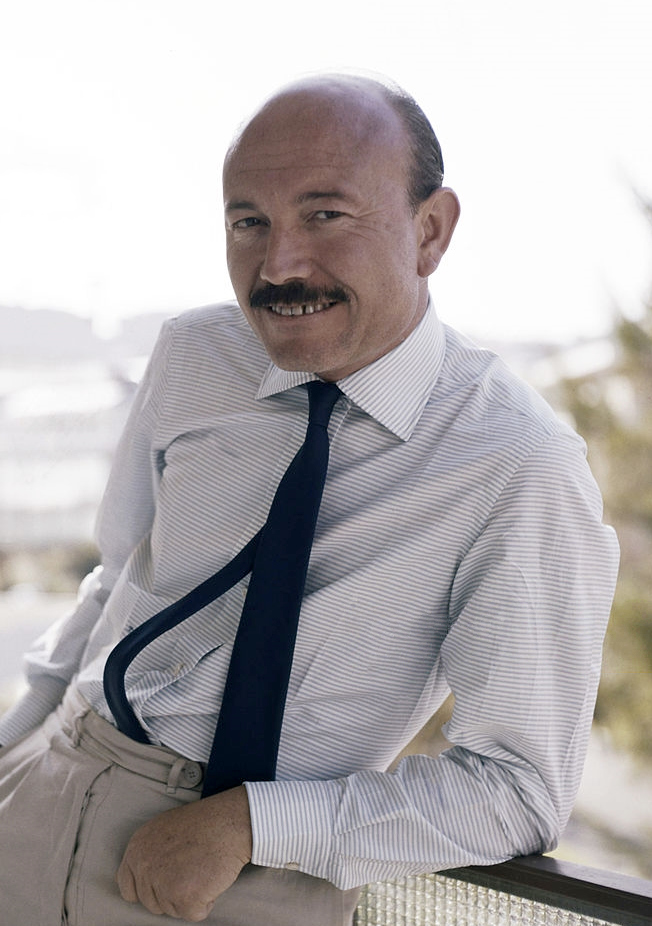
Armando Trovaioli em 1960.

Armando Trovajoli (também Trovaioli, 2 de setembro de 1917 - 28 de fevereiro de 2013) foi um roteirista e pianista italiano com mais de 300 créditos como compositor e/ou maestro, muitos deles com escore de jazz para filmes de exploração do gênero Commedia all'italiana. Ele colaborou com Vittorio De Sica em vários projetos, incluindo um segmento de Boccaccio 70. Trovajoli foi também autor de vários musicais italianos: entre eles, Rugantino e Aggiungi un posto a tavola.
Trovajoli era o viúvo da atriz Pier Angeli. Ele morreu em Roma aos 95 anos em 28 de fevereiro de 2013.